# Raymond Leo Burke
Raymond Leo Burke (Richland Center, Wisconsin, 30 de junio de 1948) es un canonista y cardenal estadounidense de la Iglesia católica que fue prefecto del Tribunal Supremo de la Signatura Apostólica.

## Biografía
Nació en 1948 y fue el menor de seis hijos. En 1963 ingresa en el Seminario de la Santa Cruz de La Crosse (Wisconsin), donde cursa sus estudios preuniversitarios hasta 1966. En 1966 inicia en el mismo Seminario de la Santa Cruz de La Crosse los estudios de Filosofía, que continúa, a partir de 1968, en la Universidad Católica de América, donde obtiene primero el título de grado en Filosofía y después el máster en Filosofía. En 1971 es enviado a la Pontificia Universidad Gregoriana de Roma, donde obtiene el título de grado (denominado Baccalaureatus en las universidades eclesiásticas) en Sagrada Teología en 1975. Ese mismo año (29 de junio) fue ordenado sacerdote por el papa Pablo VI en la Basílica de San Pedro. Desde el seminario se opuso al Concilio Vaticano II, siendo defensor de la misa en latín.
Después de su ordenación, regresó a La Crosse para ejercer como rector asociado en la Catedral de San José Obrero y enseñar religión en la Aquinas High School. En 1980 es enviado de nuevo a la Pontificia Universidad Gregoriana de Roma, donde obtiene el máster (denominado Licentia en las universidades eclesiásticas) en derecho canónico en 1982 y el doctorado, también en derecho canónico, en 1984. Ese mismo año regresa a la diócesis de La Crosse para trabajar como moderador de la curia y vicecanciller. En 1989, fue nombrado defensor del vínculo del Tribunal Supremo de la Signatura Apostólica.

### Episcopado
El 10 de diciembre de 1994 fue nombrado obispo de La Crosse y recibió la ordenación episcopal el 6 de enero de 1995 en la Basílica de San Pedro. El 2 de diciembre de 2003 el papa Juan Pablo II lo nombró arzobispo de San Luis.
El 27 de junio de 2008 el papa Benedicto XVI lo nombró Prefecto del Tribunal Supremo de la Signatura Apostólica. Es consejero eclesiástico de la Unión Internacional de Juristas Católicos (UIJC) desde 2009, el mismo año en el que fue elegido presidente de la institución el catedrático e intelectual tradicionalista Miguel Ayuso Torres.

### Cardenalato
Fue creado cardenal por el papa Benedicto XVI en el consistorio celebrado el 20 de noviembre de 2010, asignándole la Diaconía de Santa Águeda de los Godos.
El obispo Dominique Mamberti le sucedió, desde el 8 de noviembre de 2014, en su puesto de la Signatura apostólica. Ese mismo día el papa Francisco nombró al cardenal Burke patrono de la Soberana Orden de Malta, cargo que ocupó hasta el 19 de junio de 2023.
El cardenal Burke ha colaborado en los últimos años en su firme defensa de la fe católica con los también cardenales Robert Sarah, Walter Brandmüller y Janis Pujats, y con los obispos Athanasius Schneider, O.R.C, y Joseph Strickland.

### Nombramientos en la curia romana
- El 14 de diciembre de 2010 fue nombrado miembro de la Congregación para el Culto Divino y la Disciplina de los Sacramentos, de la Congregación para los Obispos y del Pontificio Consejo para los Textos Legislativos.

- El 30 de diciembre de 2010 fue nombrado miembro del Consejo de cardenales y obispos de la sección para las relaciones con los Estados de la Secretaría de Estado.[6]

- El 22 de septiembre de 2015 fue nombrado miembro de la Congregación para las Causas de los Santos ad quinquennium.

- El 1 de octubre de 2017 fue nombrado como miembro del Tribunal Supremo de la Signatura Apostólica ad quinquennium.[7]

- El 26 de mayo de 2020 fue nombrado miembro del Pontificio Consejo para los Textos Legislativos hasta el 13 de diciembre de dicho año.[8]

- El 3 de noviembre de 2020 fue confirmado como miembro de la Congregación para las Causas de los Santos  in aliud quinquennium.[9]

- El 3 de mayo de 2021, durante un Consistorio presidido por el papa Francisco, es promovido a la Orden de los Presbíteros manteniendo la Diaconía elevada pro hac vice a título cardenalicio.

- El 1 de octubre de 2022 fue confirmado como miembro del Tribunal Supremo de la Signatura Apostólica ad aliud quinquennium.[10]

## Posiciones

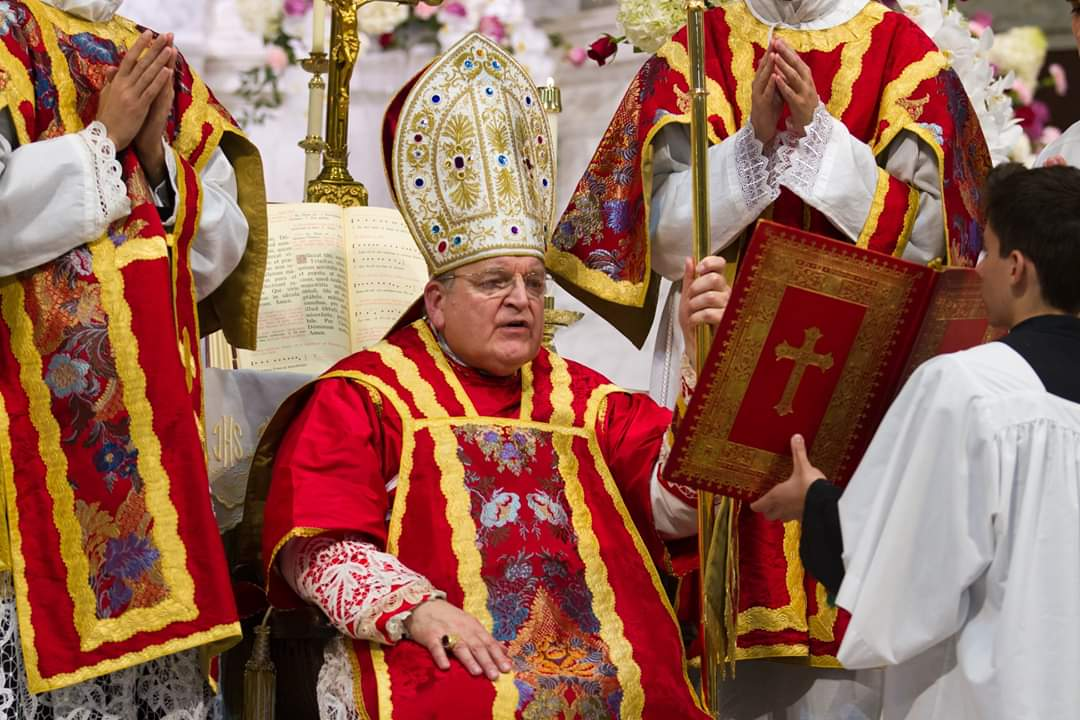
Cardenal Raymond Burke durante una ceremonia religiosa

### Misa tradicional
Firme defensor del tradicionalismo católico, suele celebrar la misa en la forma tradicional del rito romano.

### Sínodo sobre la familia
En 2014, con la vista puesta en el Sínodo sobre la familia convocado por el Papa Francisco publicó, junto con los también cardenales, Walter Brandmüller, Carlo Caffarra, Gerhard L. Müller y Velasio de Paolis, C.S., el arzobispo Cyril Vasil’, y los expertos Robert Dodaro, O.S.A., Paul Mankowski, S.J., y John M. Rist, el libro Permanecer en la Verdad de Cristo. Matrimonio y Comunión en la Iglesia católica, en el que los autores "demuestran cómo, examinando los textos bíblicos fundamentales y recurriendo a las fuentes patrísticas, no es posible invocar sic et simpliciter la «tolerancia» -defendida por Kasper- para reconocer la facultad de acceder al sacramento de la Eucaristía por parte de quienes han contraído matrimonio civil tras el divorcio".

### DubiassobreAmoris laetitia
El cardenal Burke se ha mostrado como un fuerte crítico de algunas decisiones del papa Francisco, sobre todo por sus actitudes de apertura en temas como la sexualidad y la familia. Burke también ha criticado públicamente la exhortación apostólica  Amoris Laetitia, en particular la nota 351 que planteaba la posibilidad de que los divorciados vueltos a casar pudiesen comulgar. En 2016, Burke, junto con los también cardenales Walter Brandmüller (Alemania), Joachim Meisner (Alemania) y Carlo Caffarra (Italia), presentó una serie de preguntas al Papa Francisco con el fin de clarificar dicha postura, denominadas dubia que tras dos meses sin respuesta fueron publicadas. En este sentido, llegó a acusar a la Iglesia de ser un "barco sin timón", y llamó a los católicos a desobedecer al Papa.

### Islamización de Occidente
También ha expresado opiniones en contra de la inmigración musulmana a Europa, acusándola de contribuir a las intenciones del Islam de dominar el mundo cristiano.

### Declaración de verdades
El 10 de junio de 2019, el obispo Athanasius Schneider, O.R.C., los cardenales Burke y Jānis Pujats, y los arzobispos kazajos Tomasz Peta de Astaná y Jan Paul Lenga, publicaron una "Declaración de Verdades" de 40 puntos que reafirman las enseñanzas tradicionales de la Iglesia. Los obispos escribieron que tal declaración era necesaria en una época de "confusión y desorientación doctrinal casi universal". Pasajes específicos de la declaración responden implícitamente a los escritos del Papa Francisco. La declaración establece que "la religión nacida de la fe en Jesucristo" es la "única religión querida positivamente por Dios", aparentemente aludiendo al Documento sobre la Fraternidad Humana firmado por el Papa Francisco, que declaró que la "diversidad de religiones" es "querida por Dios". Tras cambios recientes en el Catecismo para oponerse a la pena capital, la declaración establece que la Iglesia "no se equivocó" al enseñar que las autoridades civiles pueden "ejercer legalmente la pena capital" cuando sea "verdaderamente necesario" y para preservar el "orden justo de las sociedades." 

### Sínodo para la Amazonia
En septiembre de 2019, Burke y el obispo Athanasius Schneider, O.R.C., publicaron una carta de 8 páginas denunciando errores teológicos en el documento de trabajo para el Sínodo de los Obispos para la región Pan-Amazónica, y pidiendo que el Papa Francisco "confirme a sus hermanos en la fe mediante un rechazo inequívoco de los errores". Burke y Schneider criticaron el documento del Sínodo por su "panteísmo implícito", apoyo al clero casado, al papel más importante de las mujeres en la liturgia y a una apertura excesiva a los rituales y prácticas paganos amazónicos. Pidieron a los laicos y al clero que rezaran al menos una década del Rosario y que ayunaran semanalmente por el rechazo de tales ideas durante un período de 40 días desde el 17 de septiembre al 26 de octubre.

### Dubiassobre el Sínodo de la sinodalidad
En 2023, junto a los también cardenales Walter Brandmüller (Alemania), Joseph Zen Ze-kiun (China), Juan Sandoval Íñiguez (México) y Robert Sarah (Guinea-Conakri), envió al Papa Francisco y al entonces prefecto del Dicasterio para la Doctrina de la Fe unas dubia para aclarar la doctrina católica en algunos puntos capitales de cara al entonces inminente y polémico Sínodo sobre la Sinodalidad. Los cinco cardenales querían preservar intacto el depósito de la fe revelada frente a las innovaciones que exigían algunos sectores. Además, los cinco coincidieron en que el cardenal George Pell (Australia), fallecido unos meses antes de la presentación de las dubia, las habría suscrito de seguir con vida. El cardenal Müller (Alemania), antiguo prefecto de la Congregación para la Doctrina de la Fe, manifestó abiertamente su apoyo a los cinco cardenales que presentaron las dubia al Pontífice. El Papa Francisco contestó a los dubia unos meses después, pero lo hizo de tal modo que ninguno de los cardenales quedó satisfecho, al ser las respuestas demasiado vagas y poco exhaustivas.

### COVID-19
Recibió especial atención por su postura ante la pandemia de Covid, donde se mostró crítico con las medidas de distanciamiento social y habló públicamente contra las vacunas. En EE. UU. causó controversia por ser una figura muy cercana al presidente Donald Trump, con quien comparte teorías conspirativas sobre el coronavirus.

### Noviembre de 2023 – Sanciones del papa Francisco
En noviembre de 2023, el papa Francisco retiró al cardenal Raymond Leo Burke ciertos privilegios asociados a su condición de cardenal emérito, incluyendo el uso de una residencia en el Vaticano y el subsidio económico que recibía. Según el papa, “no es justo que alguien use los bienes de la Iglesia para atacar a la Iglesia”, en referencia a las críticas públicas de Burke hacia su pontificado. Burke se había consolidado como una de las voces más críticas del papa Francisco, especialmente entre sectores conservadores de la Iglesia católica en Estados Unidos.

## Obras

### Libros
- Esperanza para el mundo. Unir todas las cosas en Cristo (2018).
- Divino amor hecho carne. La Sagrada Eucaristía como sacramento de caridad (2019).

Además, ha escrito el prefacio de la obra El proceso sinodal: Una caja de Pandora. 100 preguntas y 100 respuestas (2023).

### Colaboración en obras colectivas:
- "El proceso canónico de nulidad matrimonial como búsqueda de la verdad", en: Permanecer en la verdad de Cristo. Matrimonio y comunión en la Iglesia Católica (2014, 1ª ed.).